# Zum Csikós

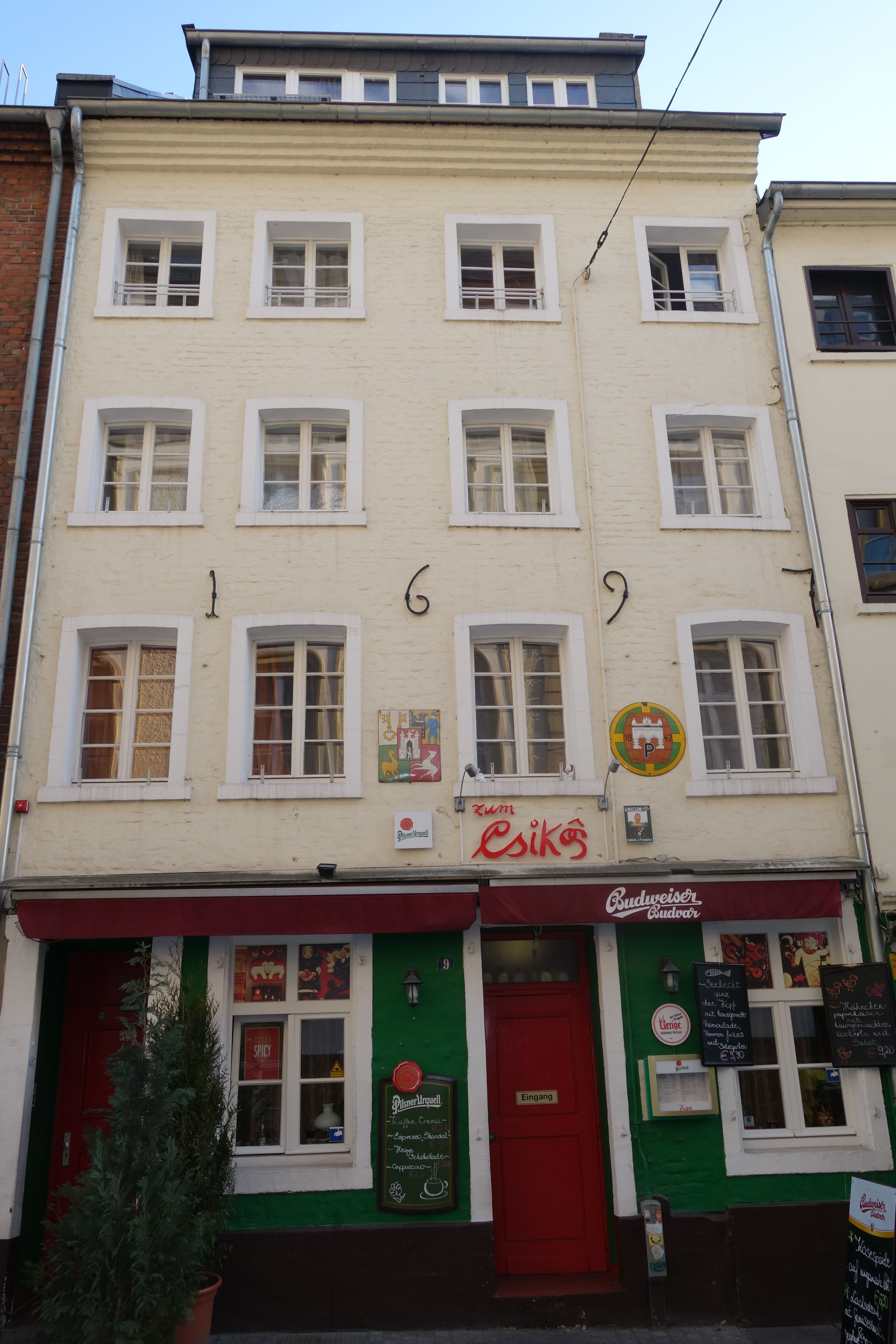
„Zum Csikós“ in der Altstadt Düsseldorf (2015)

Die Gaststätte Zum Csikós wurde im Winter 1950 in der Altstadt als ungarische Schänke mit ungarischer Küche und Zigeunermusik eröffnet und gehörte zu den Traditionsgaststätten Düsseldorfs.

## Lage und Gebäude
Das „Zum Csikós“ lag auf der Andreasstraße 7–9, gegenüber dem ehemaligen Stadthaus. Die Häuser der Nr. 7 und Nr. 9 sind miteinander verbunden und gehören zu einer über 300 Jahre alten, unter Ensemble-Denkmalschutz stehenden barocken Häuserzeile von 1687 und 1697. In der Andreasstraße 9 befand sich ab 1697 bis um 1798 die Creudersche Apotheke.
Im Haus der Nr. 7 gibt es einen großen nach hinten gelegenen Saal und das mehretagige rustikalere sehr schmale Nachbarhäuschen der Nr. 9 wird auch wieder als Gästeraum genutzt.
Auf der lediglich 120 m langen ruhigen Fußgängerzone, benannt nach der Andreaskirche, gibt es mit dem Benders Marie und dem Weinhaus Tante Anna zwei weitere Traditionslokale.

## Geschichte
Otto Schuster, geboren 1901 in Böhmen, und Trude Schuster eröffneten ihr Lokal kurz vor Weihnachten 1950, auf der Andreasstraße 7–9 in der Düsseldorfer Altstadt. Schon 1948 hatte das Ehepaar im Parterre des Hauses Altestadt 14 einen 30 m² großen Laden mit Wohnung, die heutige „Kreuzherrenecke“, als ihre Bleibe gefunden. Das Ehepaar bot im vorderen Bereich des kleinen Raums an der Ecke Ursulinengasse und der Verlängerung der Ratinger Straße „Trudls' Hühnersuppe“ zum Verzehr an. Das Geschäft lief gut und so eröffnete Familie Schuster ein richtiges Restaurant, „Zum Csikos“ genannt. Schnell entwickelte sich die anfängliche Schänke zur Jazz-Kneipe und beliebtem Künstlertreff.
Zu essen gab es ungarische Küche, dazu böhmisches Bier und Sliwowitz. Über die Gulaschsuppe schrieb einmal ein Gast: „Nach dem Genuss dieser feurigen Suppe schlugen mir die Flammen aus allen Körperöffnungen und ich musste feststellen, dass ich wochenlang keinerlei Probleme mit lästigen Nasen- und Ohrhärchen mehr hatte. Meine Brille war beschlagen, die Augen tränten und meine Stimmlage war ein bis zwei Stunden danach etwas höher.“
Eine Combo mit Dixieland Jazz unterhielt das Publikum. Es spielten der Künstler Horst Geldmacher mit seinem Freund Günther Scholl (* 1923) am Banjo und Günter Grass, während des Studiums an der Kunstakademie, auf dem Waschbrett. Am Eingang war früher Gesichtskontrolle. Grass hatte hier seine Karriere 1952/53 als Türsteher begonnen, den Stoff für den Roman Die Blechtrommel gesammelt, und somit seinen Freunden ein literarisches Denkmal gesetzt. Das „Csikós“ wurde der „Zwiebelkeller“ und der Gastwirt Otto Schuster der „Schmuh“. Das Trio löste sich auf, als Grass Ende 1952 nach Berlin ging. Eine weitere Formation war ein Duo aus Geiger und Kontrabass, welche Schuster aus Österreich geholt hatte.
1957/1958 ließ Schuster seine Stammgäste in einem Bild festhalten. Die Maler Franz Witte und Germán Becerra, beide Vertreter der Szene der 1950er Jahre im „Csikós“, hielten die Gesellschaft auf einem großformatigen Werk fest. Zu sehen sind fünfundfünfzig Personen, unter anderem Schuster selbst, Ewald Mataré, Otto Coester, Bernhard Pfau und Günter Grass, weitere Künstler und Architekten bis hin zu Vertretern aus Politik und Gesellschaft.
Aus dem nahe gelegenen Kom(m)ödchen kamen Kay und Lore Lorentz. Die Künstler Bruno Goller, Anatol, Hannes Loos, Hannes und Trude Esser, Peter Rübsam, Kurt Sandweg, Herbert Zangs waren ebenso zu Gast wie die Kabarettistin Ursula Herking und Filmstars wie Hanne Wieder, Gert Fröbe und Elisabeth Flickenschildt. Theater-Größen wie Gustaf Gründgens und Karl-Heinz Stroux feierten hier nach ihren Vorstellungen.
Das „Csikós“ war sehr bald eines der führenden und von anspruchsvollem, internationalem Publikum besuchtes Lokal. Künstler zahlten nur halbe Preise. Otto Schuster lernte Franz Bobby Rethmeyer, welcher nach dem Zweiten Weltkrieg Buffetier in der Hausbrauerei „Zum Schlüssel“ war, kennen und eröffnete im November 1954 die „Kreuzherrenecke“ mit Schnapsausschank (80 % Schnaps aus Polen) in der Eckkneipe als Künstlertreff. Das Lokal wurde intern nur noch „Bobby“ genannt, nachdem der Wirt die „Kreuzherrenecke“ von Otto Schuster übernommen hatte.
Trude Schuster und Anna Nolte, die sich Gräfin Anima Orlowska nannte, legten 1962 den Grundstein des Düsseldorfer Boulevard-Theater Komödie Düsseldorf.

## Neuanfang und Ende
Nach missglückten Versuchen als Animier-Bar oder indisches Lokal betrieb ein neuer Pächter das „Csikós“ ab 2011 nach Vergrößerung und Umbauten nach überliefertem Konzept mit böhmischem Bier, ungarischer Küche und live gespielter Zigeunermusik. 2018 wurde es wieder geschlossen und beherbergt heute das spanische Restaurant Los Chicos.

## Video
- - Tibor Lukacs Ungarischer Zigeunerprimas-Zum Csikós 1990